# 歩行者利便増進道路
歩行者利便増進道路（ほこうしゃりべんぞうしんどうろ、ほこみち）は道路法に規定された制度であり、道路管理者により指定される道路である。

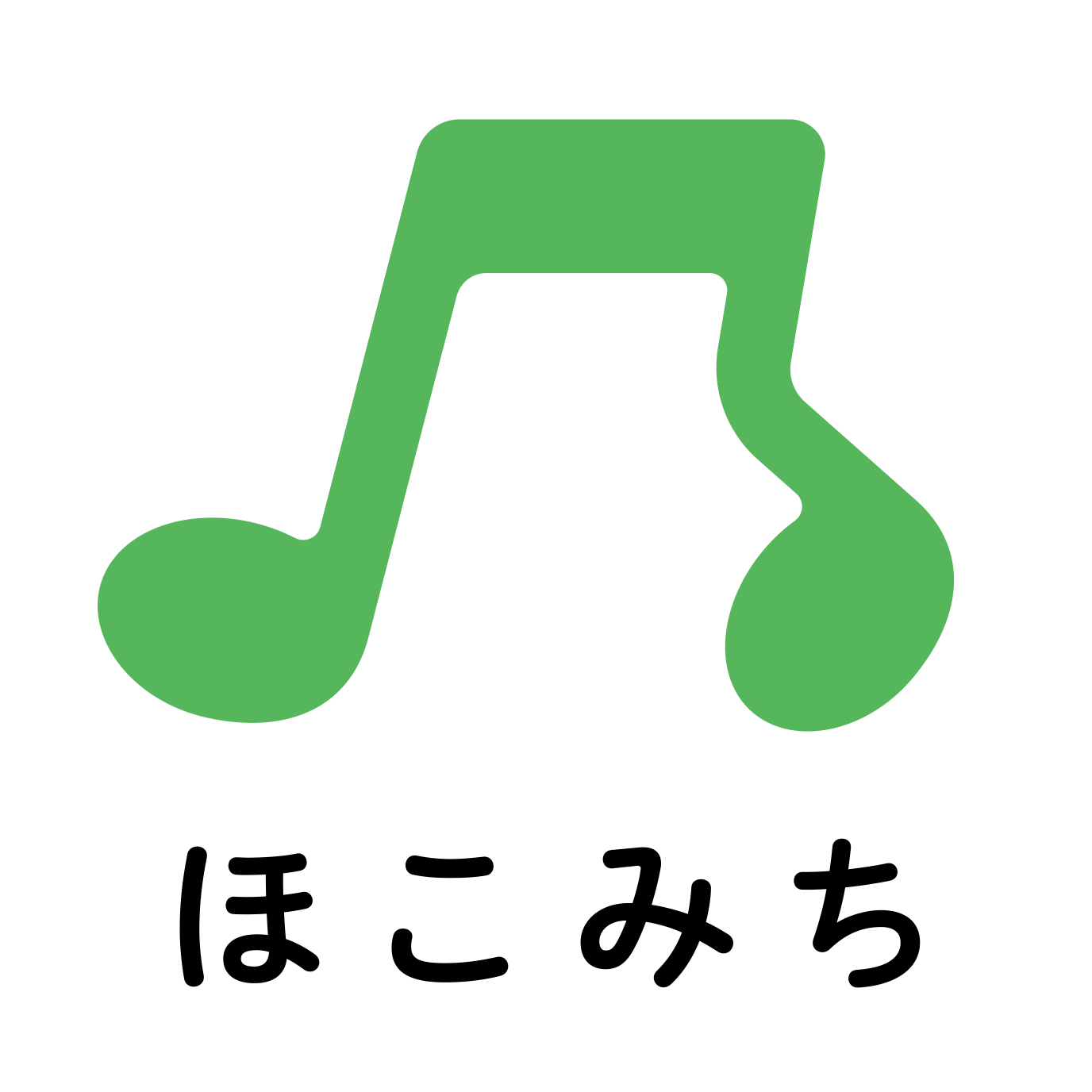
ほこみちくんロゴ　ほこみちに指定された道路の看板などで利用される

## 概要
構造基準に関しては、空間活用に関する関係者との調整の円滑化を企図し、道路管理者が歩道の中に「歩行者の利便増進を図る空間」を定めることができる。
空間活用に関しては、特例区域を定めることで道路占用許可が柔軟になり、道路管理者が占用者を公募することが可能になり、また期間は通常5年のところ、最長で20年が可能となる。これによりオープンカフェなどのように、歩行者が滞留できる空間を作りやすくなる。
新型コロナウイルス感染症の3つの密対策として、広い歩道の一部を占用して飲食店の席を設けることの出来るコロナ占用特例が数度の延長を経て2023年3月31日までの時限的に設けられたが、活用可能な地域では恒久措置としてほこみち制度に移行することが推奨されており、制度開始以来の急速な指定箇所拡大に大きく寄与した。

## 沿革
- 2020年（令和2年）5月27日 - 道路法の改正により制度が制定[4]
- 2021年（令和3年）2月12日 - 大阪市の御堂筋、神戸市の三宮中央通り、姫路市の大手前通りが全国で初めて指定[5]

## 指定箇所の一覧
| 道路管理者                | 路線名                                                | 指定日         | 指定区間                                                                                           | 備考                     |
| ------------------------- | ----------------------------------------------------- | -------------- | -------------------------------------------------------------------------------------------------- | ------------------------ |
| 大阪市                    | 国道25号（御堂筋）                                    | 2021年2月12日  | 大阪市中央区淀屋橋交差点 - 難波西口交差点                                                          |                          |
| 大阪市                    | 大阪市道南北線                                        | 2023年3月28日  | 大阪市中央区難波3丁目地内から中央区難波千日前地内                                                  | なんば駅前広場           |
| 神戸市                    | 神戸市道三宮中央通り線                                | 2021年2月12日  | 神戸市中央区三宮町1丁目3番9地先 - 3丁目                                                            | コロナ占用特例からの移行 |
| 神戸市                    | 神戸市道若菜神戸駅線(サンキタ通り)                    | 2022年2月10日  | 神戸市中央区北長狭通1丁目1 - 9                                                                     | 阪急神戸三宮駅北側       |
| 姫路市                    | 姫路市道幹第1号線（大手前通り）                       | 2021年2月12日  | 姫路市西駅前町1番1地先 - 本町68番地先                                                              |                          |
| 岡山市                    | 岡山市道駅前町6号線                                   | 2021年3月4日   | 岡山市北区駅前町一丁目2番101先 - 10番146先                                                         |                          |
| 岡山市                    | 岡山市道表町4号線                                     | 2021年3月4日   | 岡山市北区表町一丁目4番101先 - 9番132先                                                            | 岡山表町商店街           |
| 岡山市                    | 岡山市道表町8号線                                     | 2021年3月4日   | 岡山市北区表町二丁目2番101先 - 表町三丁目6番124先(岡山表町商店街)                                  |                          |
| 長野県                    | 国道141号                                             | 2021年3月14日  | 上田市中央1丁目交差点 - 原町交差点                                                                 |                          |
| 長野県                    | 長野県道79号小諸上田線                                | 2021年3月14日  | 上田市横町交差点 - 中央2丁目交差点                                                                 |                          |
| 長野県                    | 長野県道385号松代篠ノ井線                             | 2021年6月4日   | 長野市篠ノ井会字清水18番の4地先 - 長野市篠ノ井布施高田字佃860番の2地先                             |                          |
| 長野県                    | 長野県道387号清野篠ノ井停車場線                       | 2021年6月4日   | 長野市篠ノ井会字清水18番の4地先 - 長野市篠ノ井布施高田字佃860番の2地先                             |                          |
| 長野県                    | 長野県道133号旧軽井沢軽井沢停車場線                   | 2021年7月26日  | 北佐久郡軽井沢町軽井沢東23番12地先 - 軽井沢東12番3地先                                             |                          |
| 長野県                    | 長野県道337号屋代停車場線                             | 2021年10月29日 | 千曲市屋代駅 - 屋代駅前交差点                                                                      |                          |
| 長野県                    | 長野県道392号白石千曲線                               | 2021年10月29日 | 千曲市屋代駅前交差点 - 杭瀬下交差点                                                                |                          |
| 長野県                    | 国道143号                                             | 2023年3月30日  | 松本市 松本駅前北交差点-市民芸術館西交差点                                                         |                          |
| 長野県                    | 長野県道63号松本塩尻線                                | 2023年3月30日  | 松本市 市民芸術館西交差点 - 勤労者福祉ｾﾝﾀｰ入り口交差点                                             |                          |
| 甲府市                    | 甲府市道156号春日深線                                 | 2021年3月14日  | 甲府市中央1丁目13-7 - 甲府市中央4丁目4-32(銀座通り)                                                |                          |
| 松本市                    | 松本市道1059号線(大名町通り)                          | 2021年3月31日  | 松本市大手3丁目67番二―2先 - 丸の内72番2先                                                          |                          |
| 松本市                    | 松本市道2024号線(本町通り)                            | 2021年3月31日  | 松本市中央2丁目48番16 - 中央2丁目2番22                                                             |                          |
| 松本市                    | 松本市道2805号線(伊勢町通り)                          | 2021年3月31日  | 松本市中央1丁目115番1先 - 中央2丁目55番4先                                                         |                          |
| 松本市                    | 松本市道1095号線(辰巳の庭)                            | 2021年3月31日  | 松本市大手4丁目80番10先 - 大手4丁目80番19先                                                        |                          |
| 松本市                    | 松本市道2517号線                                      | 2021年3月31日  | 松本市中央1丁目512番先 - 中央1丁目471番先                                                          |                          |
| 松本市                    | 松本市道2518号線                                      | 2021年3月31日  | 松本市中央1丁目452番先 - 中央1丁目443番先                                                          |                          |
| 松本市                    | 松本市道2279号線                                      | 2021年3月31日  | 松本市中央1丁目377番先 - 中央1丁目377番先                                                          |                          |
| 宇部市                    | 宇部市道常盤通り宇部新川駅線                          | 2021年4月1日   | 宇部市中央町1丁目13番5 - 中央町1丁目10番5                                                          |                          |
| 宇部市                    | 宇部市道宇部新川恩田線                                | 2021年4月1日   | 宇部市松島町18番3 - 松島町10番1                                                                    |                          |
| 宇部市                    | 宇部市道小串通り線                                    | 2021年4月1日   | 宇部市中央町1丁目1番1 - 中央町1丁目2番4                                                            |                          |
| 岩手県                    | 岩手県道2号盛岡停車場線                               | 2021年8月25日  | 盛岡市盛岡駅前通3番19地先 - 盛岡駅前通2番4地先                                                     |                          |
| 横浜市                    | 横浜市道日本大通、国道133号                           | 2021年8月27日  | 横浜市中区日本大通1番の1地先 - 中区日本大通34番地先                                                |                          |
| 横浜市                    | 横浜市道伊勢佐木町通                                  | 2021年8月27日  | 横浜市中区伊勢佐木町7丁目156番の２地先 - 伊勢佐木町7丁目148番の1地先                               |                          |
| 横浜市                    | 横浜市道天王町第20号線                                | 2021年8月27日  | 横浜市保土ケ谷区天王町1丁目32番の14地先 - 天王町1丁目4番の1地先                                    |                          |
| 横浜市                    | 横浜市道中川第51号線                                  | 2022年8月25日  | 都筑区中川中央一丁目24番の２地先～都筑区中川中央一丁目20番の６地先                                 |                          |
| 広島市                    | 広島市道中1区紙屋町地下歩道2号線                      | 2021年8月31日  | 広島市中区大手町1丁目地下街301号 - 中区紙屋町1丁目地下街612号及び中区基町地下街105号「北屋外広場」 | 紙屋町シャレオ           |
| 広島市                    | 広島市道中1区180号線(並木通り)                        | 2021年8月31日  | 広島市中区本通10番1号先 - 中区三川町10番14号先                                                     |                          |
| 広島市                    | 広島市道中1区御幸橋三篠線(中央通り)                   | 2021年8月31日  | 広島市中区胡町6番26号先 - 中区新天地6番9号先                                                       |                          |
| 国土交通省 中国地方整備局 | 国道31号                                              | 2021年8月31日  | 呉市本通1丁目1番10 - 本通2丁目1番15(呉本通商店街)                                                  |                          |
| 国土交通省 中国地方整備局 | 国道185号                                             | 2021年8月31日  | 呉市本通2丁目1番15 - 本通4丁目7番14(呉本通商店街)                                                  |                          |
| 国土交通省 中国地方整備局 | 国道54号                                              | 2021年8月31日  | 広島市中区紙屋町2丁目地下街219号 - 中区基町地下街102号                                             | 紙屋町シャレオ           |
| 国土交通省 中国地方整備局 | 国道190号                                             | 2021年8月31日  | 宇部市中央町3丁目1976番20地内                                                                      |                          |
| 福山市                    | 市道三之丸2号線                                       | 2021年9月21日  | 福山市三之丸町1 - 福山市三之丸町10                                                                 |                          |
| 福山市                    | 福山市道三之丸3号線                                   | 2021年9月21日  | 福山市三之丸町15 - 福山市三之丸町19                                                                |                          |
| 福山市                    | 福山市道福山駅前2号                                   | 2021年9月21日  | 福山市三之丸町37-2 - 福山市三之丸町9                                                               |                          |
| 福山市                    | 福山市道元町延広1号線                                 | 2021年9月21日  | 福山市延広町21 - 福山市延広町67-1                                                                  |                          |
| 福山市                    | 福山市道霞1号線                                       | 2021年9月21日  | 福山市霞町1丁目69 - 福山市霞町1丁目136-1                                                           |                          |
| 福山市                    | 福山市道胡町船町線                                    | 2021年9月21日  | 福山市今町46-1 - 福山市笠岡町59                                                                    |                          |
| 福山市                    | 市道福山駅箕沖幹線                                    | 2022年7月11日  | 広島県福山市伏見町16番地先～広島県福山市伏見町13番1地先                                            |                          |
| 盛岡市                    | 市道盛岡駅前通線                                      | 2021年9月30日  | 盛岡市盛岡駅前通10番2地先 - 盛岡駅前通5番3地先                                                     |                          |
| 呉市                      | 呉市道中通1丁目1号線                                  | 2021年10月1日  | 呉市中通1丁目3番23地先 - 中通4丁目5番3地先                                                         |                          |
| 呉市                      | 呉市道呉駅前本通1丁目線                               | 2021年10月1日  | 呉市中央1丁目6番13地先 - 中通1丁目1番1地先                                                         |                          |
| 呉市                      | 呉市道本通2丁目1号線                                  | 2021年10月1日  | 呉市本通2丁目1番19地先 - 本通2丁目1番15地先                                                        |                          |
| 熊本市                    | 熊本市道手取本町新市街第1号線                         | 2021年12月20日 | 中央区手取本町5番1地先 - 中央区新市街6番8地先                                                      |                          |
| 熊本市                    | 熊本市道新市街下通2丁目第1号線                        | 2021年12月20日 | 中央区新市街1番20地先 - 中央区新市街10番2地先8                                                     | 新市街アーケード         |
| 熊本市                    | 熊本市道水前寺公園第1号線                             | 2022年9月8日   | 熊本市中央区水前寺公園1番地先～熊本市中央区水前寺公園6番地先                                       |                          |
| 熊本市                    | 熊本市道東町1丁目画図東2丁目第1号                     | 2022年9月8日   | 熊本市東区若葉1丁目38番地先～熊本市東区若葉1丁目32番地先                                           |                          |
| 熊本市                    | 熊本市道上通上林町第1号線                             | 2022年9月8日   | 熊本市中央区南坪井町6番地先～熊本市中央区上通町10番地先                                            |                          |
| 熊本市                    | 熊本市道手取本町下通2丁目第1号線                      | 2022年9月8日   | 熊本市中央区手取本町6番地先～熊本市中央区中央街4番地先                                             |                          |
| 熊本市                    | 市道花畑町安政町第1号線                               | 2022年9月8日   | 熊本市中央区下通1丁目2番地先～熊本市中央区安政町1番地先                                            |                          |
| 久留米市                  | 久留米市道六ツ門D106号線                              | 2021年12月20日 | 久留米市六ツ門町7番2地先 - 六ツ門町21番5地先                                                       |                          |
| 久留米市                  | 市道東町D115号線                                      | 2021年12月20日 | 久留米市東町26番1地先 - 東町39番12地先                                                             |                          |
| 久留米市                  | 市道東町D116号線                                      | 2023年3月13日  | 福岡県久留米市東町34番35地先～福岡県久留米市東町33番18地先                                         |                          |
| 山口県                    | 山口県道57号下関港線                                  | 2022年1月1日   | 下関市南部町9-1 - 下関市田中町2-8                                                                  |                          |
| 下関市                    | 下関市道下関駅・東駅線                                | 2022年1月1日   | 下関市竹崎町2丁目13-4 - 下関市竹崎町2丁目13-12                                                     |                          |
| 下関市                    | 下関市道竹崎・園田線                                  | 2022年1月1日   | 下関市竹崎町1丁目2-1 - 下関市細江町1丁目11-3、下関市赤間町1-1 - 下関市赤間町7-65                   |                          |
| 下関市                    | 下関市道豊前田町2号線                                 | 2022年1月1日   | 下関市豊前田町2丁目2-1 - 下関市豊前田町2丁目4-18                                                   |                          |
| 下関市                    | 下関市道細江町2号線                                   | 2022年1月1日   | 下関市細江町1丁目2-1 - 下関市細江町1丁目2-21                                                       |                          |
| 下関市                    | 下関市道唐戸町1号線                                   | 2022年1月1日   | 下関市唐戸町6-1 - 下関市唐戸町6-32                                                                 |                          |
| 下関市                    | 下関市道唐戸町2号線                                   | 2022年1月1日   | 下関市唐戸町5-1 - 下関市唐戸町5-11                                                                 |                          |
| 下関市                    | 下関市道唐戸町3号線                                   | 2022年1月1日   | 下関市唐戸町3-11 - 下関市唐戸町4-8                                                                 |                          |
| 下関市                    | 下関市道唐戸町5号線                                   | 2022年1月1日   | 下関市唐戸町3-8 - 下関市赤間町2-10                                                                 |                          |
| 静岡市                    | 静岡市道呉服町通線                                    | 2022年2月21日  | 静岡市葵区紺屋町17番1地先 - 静岡市葵区呉服町一丁目10番1地先                                        |                          |
| 静岡市                    | 静岡市道七間町通線                                    | 2022年2月21日  | 静岡市葵区呉服町二丁目1番1地先 - 静岡市葵区七間町13番1地先                                         |                          |
| 静岡市                    | 静岡市道江尻東三丁目銀座線                            | 2022年2月21日  | 静岡市清水区銀座401番地先 - 静岡市清水区銀座347番地先                                              |                          |
| 静岡市                    | 静岡市道江尻町7号線                                   | 2022年2月21日  | 静岡市清水区江尻町31番1地先 - 静岡市清水区江尻町313番地先                                          |                          |
| 静岡市                    | 静岡市道草薙駅通3号線                                 | 2023年3月17日  | 静岡県静岡市清水区草薙一丁目105番地先から静岡市清水区草薙一丁目183番地先                           |                          |
| 岐阜県                    | 国道157号(長良橋通り)                                 | 2022年3月7日   | 岐阜市神田町6丁目1番地先 - 岐阜市神田町8丁目9番1地先                                               |                          |
| 岐阜県                    | 岐阜県道57号大垣停車場線(大垣駅通り)                  | 2022年3月7日   | 大垣市高屋町1丁目17番地先 - 大垣市郭町2丁目25番地先                                                |                          |
| 岐阜県                    | 岐阜県道74号高山停車場線                              | 2022年3月7日   | 高山市花岡町1丁目18番地先 - 高山市総和町1丁目93番地先                                              | 高山国分寺通り第三商店街 |
| 大垣市                    | 大垣市道高屋藤江1号線                                 | 2022年3月7日   | 大垣市高屋町3丁目1番地先 - 大垣市高屋町3丁目26番地先                                               |                          |
| 尾道市                    | 尾道市道本通線                                        | 2022年3月15日  | 尾道市東御所町、土堂一丁目、土堂二丁目、十四日元町                                                 |                          |
| 尾道市                    | 尾道市道尾道駅前尾崎線                                | 2022年3月15日  | 尾道市東御所町5-1地先                                                                              |                          |
| 福井県                    | 主要地方道福井停車場線                                | 2022年3月29日  | 福井市中央1丁目3402番 - 福井市中央1丁目1418番地先                                                  |                          |
| 滋賀県                    | 滋賀県道211号八日市停車場線(八日市駅前グリーンロード) | 2022年3月29日  | 滋賀県東近江市八日市浜野町535番地 - 滋賀県東近江市八日市浜野町568番地                              |                          |
| 国土交通省 近畿地方整備局 | 国道8号                                               | 2022年4月1日   | 福井県敦賀市曙町 - 福井県敦賀市白銀町                                                              | 敦賀駅前商店街           |
| 静岡県                    | 主要地方道三島富士線                                  | 2022年4月1日   | 富士市吉原2丁目203-8 - 富士市吉原2丁目282-2                                                        | 吉原商店街               |
| 静岡県                    | 静岡県道171号吉原停車場吉原線                         | 2022年4月1日   | 富士市吉原1丁目88-4 - 富士市吉原1丁目152-8                                                         | 吉原商店街               |
| 静岡県                    | 静岡県道159号沼津港線                                 | 2022年4月1日   | 沼津市上土町57地先 - 沼津市上土町82地先                                                            | 沼津あげつち商店街       |
| 奈良市                    | 奈良市道三条線                                        | 2022年4月1日   | 奈良市油阪地方町10番1地先                                                                          |                          |
| 富士市                    | 弥生線                                                | 2022年4月1日   | 吉原4丁目295番地9地先 - 吉原4丁目295番地3地先                                                      | 吉原商店街               |
| 富士市                    | 吉原二丁目7号線                                       | 2022年4月1日   | 吉原2丁目245番地9地先 - 吉原2丁目245番地5地先                                                      | 吉原商店街               |
| 富士市                    | 吉原勢子辻線                                          | 2022年4月1日   | 吉原2丁目219番地8地先 - 吉原2丁目219番地6地先                                                      | 吉原商店街               |
| 新潟市                    | 新潟市道南2-2号線                                     | 2022年4月1日   | 新潟市中央区万代1丁目地内                                                                          |                          |
| 新潟市                    | 新潟市道南2-4号線                                     | 2022年4月1日   | 新潟市中央区万代1丁目地内                                                                          |                          |
| 仙台市                    | 仙台市道定禅寺線(定禅寺通)                            | 2022年7月29日  | 仙台市青葉区一番町四丁目11番10地先 - 宮城県仙台市青葉区立町22番8地先                               |                          |
| 仙台市                    | 仙台市道国分町２号線(稲荷小路)                        | 2022年7月29日  | 宮城県仙台市青葉区国分町二丁目1番1地先 - 宮城県仙台市青葉区国分町二丁目15番6地先                   |                          |
| 鎌倉市                    | 鎌倉市道014-002号線                                   | 2022年8月25日  | 鎌倉市七里ガ浜東四丁目1380番40地先 - 鎌倉市七里ガ浜東三丁目2352番34地先                            |                          |
| 周南市                    | 周南市道遠石江口線                                    | 2022年7月28日  | 周南市平和通り二丁目38-1 - 周南市銀座一丁目20番1                                                   |                          |
| 周南市                    | 周南市道みなみ銀座若宮町線                            | 2022年7月28日  | 周南市銀座二丁目10番1 - 周南市銀南街45番                                                           |                          |
| 周南市                    | 周南市道銀南街線                                      | 2022年7月28日  | 周南市平和通二丁目29番 - 周南市御幸通二丁目22番                                                    |                          |
| 周南市                    | 周南市道東山代々木線                                  | 2022年7月28日  | 周南市平和通二丁目2番 - 周南市御幸通二丁目15番                                                     |                          |
| 国土交通省東北地方整備局  | 国道112号                                             | 2023年3月30日  | 山形県山形市七日町1丁目453番2地先 - 山形県山形市七日町1丁目479番5地先                              |                          |
| 東京都                    | 東京都道405号外濠環状線                               | 2022年10月28日 | 東京都港区西新橋二丁目16番6号地先 - 港区新橋四丁目26番4号地先                                      | 新虎通り                 |
| 江南市                    | 江南市道布袋駅東駅前広場線                            | 2023年2月10日  | 愛知県江南市布袋町西布206番地先 - 北山町西300番地先                                                |                          |
| 国土交通省中部地方整備局  | 国道139号                                             | 2023年3月30日  | 静岡県富士宮市根原字宝山499番地内                                                                  | 道の駅朝霧高原           |
| 京都市                    | 京都市道蛸薬師通                                      | 2023年2月15日  | 京都市中京区奈良屋町303 - 東側町503-6 地先                                                         |                          |
| 佐賀県                    | 国道263号                                             | 2023年3月31日  | 佐賀市日の出一丁目726番1地先 - 佐賀市日の出一丁目7番地先                                           |                          |
| 佐賀県                    | 国道264号                                             | 2023年3月31日  | 佐賀市日の出一丁目７番地先 - 佐賀市神野東三丁目14番21地先                                          |                          |
| 佐賀県                    | 佐賀県道29号佐賀停車場線                              | 2023年3月31日  | 佐賀市駅前中央一丁目64番1地先 - 佐賀市駅前中央一丁目145番地先                                      |                          |
| 佐賀市                    | 佐賀市道三溝線                                        | 2023年3月31日  | 佐賀市駅前二丁目2593番地先 - 佐賀市八丁畷町2001番1地先                                             |                          |
| 茨城県                    | 茨城県道123号土浦坂東線                               | 2024年7月10日  | つくば市東新井29番11地先 - つくば市東新井13番1地先                                                 | [ 9 ]                    |

2025年（令和7年）3月までに64市町村、64道路管理者の171路線が指定されている。愛称などはほこみち事例集より